# Partido General San Martín
General San Martín ist ein Partido im Norden der Provinz Buenos Aires in Argentinien. Der Verwaltungssitz ist die Stadt San Martín. Laut einer Schätzung von 2019 hat der Partido 424.567 Einwohner auf 56 km². Der Partido ist zu Ehren des argentinischen Generals und Freiheitskämpfers José de San Martín benannt. Die Schauspielerin Zully Moreno wurde im Partido geboren.

## Orte
General San Martín ist in 11 Ortschaften und Städte, sogenannte Localidades, unterteilt.
- Barrio Parque General San Martín
- Billinghurst
- Ciudad del Libertador General José de San Martín (Verwaltungssitz)
- Ciudad Jardín El Libertador
- Loma Hermosa
- José León Suárez
- San Andrés
- Villa Ballester
- Villa Libertad
- Villa Lynch
- Villa Maipú